# عبدالرحمن مسعد
عبدالرحمن مسعد (انگلیسی: Abdurahman Mosaad؛ زادهٔ ۱۴ مارس ۱۹۹۶) ورزشکار و همچنان یک حافظ خوش صدای قطری است  است.